# Marko Pajač
Marko Pajač (Zagabria, 11 maggio 1993) è un calciatore croato, difensore della Lokomotiva Zagabria.

## Caratteristiche tecniche
Esterno mancino, Pajač è abituato a giostrare sulle fasce in un centrocampo a cinque, ma all'occorrenza può agire anche in posizione centrale o come laterale in una difesa a quattro. Rapido con la palla tra i piedi, è dotato di un tiro dalla distanza forte e preciso. Vede bene il gioco ed è disciplinato tatticamente.

## Carriera

### Club

#### Inizi
Esordisce in massima serie nella stagione 2011-2012, nella quale gioca 10 partite senza mai segnare con il Varaždin; nella stessa stagione gioca anche gli ultimi 25 minuti della partita dei preliminari di Europa League vinta per 5-1 contro gli andorrani del Lusitans il 30 giugno 2011.
Nell'estate 2012 viene acquistato dal Lokomotiva Zagabria, altra squadra della prima divisione croata, che subito dopo lo cede in prestito per un anno al NK Radnik Sesvete, squadra di seconda serie, in cui gioca 24 partite di campionato segnando anche 5 gol.
Prosegue la carriera in Croazia con la Lokomotiva Zagabria, successivamente in Ungheria nel Fehérvár dove seppur giocando solo nelle coppe nazionali ed in quelle europee (disputa infatti una partita nei turni preliminari di Champions League) e mai in campionato riesce a vincere il campionato, successivamente va in Slovenia con il Celje.

#### Arrivo in Italia: Cagliari e prestiti in Serie B
Il 2 luglio 2016 firma un contratto triennale con il Cagliari; il 21 agosto seguente esordisce in Serie A e con la maglia dei sardi nella partita Genoa-Cagliari (3-1), subentrando nel secondo tempo a Marco Capuano. Il 29 agosto seguente viene ceduto in prestito al Benevento, dove contribuisce con 16 presenze e un gol alla prima storica promozione in Serie A dei giallorossi. 
Il 7 agosto 2017 si trasferisce in prestito al Perugia, dove colleziona 39 presenze complessive.

#### Ritorno al Cagliari ed i prestiti all'Empoli e al Genoa
La società sarda il 27 giugno 2018 ne rinnova il contratto fino al 2021. Con la maglia rossoblu gioca tre spezzoni di gara nella prima di campionato e il 31 gennaio 2019 viene ceduto in prestito all'Empoli, con la cui maglia il 17 marzo successivo realizza il suo primo gol in carriera in Serie A, nel successo casalingo per 2-1 contro il Frosinone. Si ripete il 27 aprile nella sconfitta per 3-1 contro il Bologna segnando il provvisorio 1-0 dei toscani. A seguito della retrocessione dell'Empoli fa ritorno al Cagliari.
Tuttavia in agosto viene nuovamente ceduto in prestito, questa volta al Genoa; in Liguria ritrova Aurelio Andreazzoli (suo tecnico all'Empoli) e Stefano Capozucca (che lo aveva prelevato dal Celje per portarlo al Cagliari).

#### Brescia
Il 1º febbraio 2021 viene ceduto a titolo definitivo al Brescia, club di Serie B. Trova la sua prima rete con la squadra lombarda alla sua seconda stagione nel club, il 25 settembre 2021, realizzando su calcio di rigore il gol del definitivo successo in rimonta (3-2) sul campo dell'Ascoli.

#### Ritorno al Genoa e prestito alla Reggiana
L'11 giugno 2022 fa ritorno al Genoa disputando una buona stagione in Serie B e contribuendo all'immediata promozione in A del club ligure.
Il 30 agosto 2023 viene ceduto in prestito alla Reggiana. Il 21 ottobre 2023, durante una gara di Serie B contro la Ternana, si infortuna gravemente riportando una lesione al legamento crociato anteriore del ginocchio sinistro che lo costringe a un lungo stop. Tornando in estate al Genoa, ma non rientrando nei piani della società rossoblù, il 3 settembre 2024 malgrado abbia ancora dieci mesi di contratto comunica il suo addio al club ligure rimanendo svincolato. 

### Nazionale
Ha giocato 2 partite negli Europei Under-19 del 2012; nel giugno del 2013 viene inserito nella lista dei convocati per il Mondiale Under-20, nel quale fa il suo esordio il 29 giugno nella partita vinta per 2-1 contro la Nuova Zelanda, nella quale gioca da titolare. 
Nell'ottobre 2013 ha giocato una partita di qualificazione agli Europei Under-21.

## Statistiche

### Presenze e reti nei club
Statistiche aggiornate al 17 aprile 2024.
| Stagione                   | Squadra                    | Campionato                 | Campionato | Campionato | Coppe nazionali | Coppe nazionali | Coppe nazionali | Coppe continentali | Coppe continentali | Coppe continentali | Altre coppe | Altre coppe | Altre coppe | totale | totale | totale |
| Stagione                   | Squadra                    | Comp                       | Pres       | Reti       | Comp            | Pres            | Reti            | Comp               | Pres               | Reti               | Comp        | Pres        | Reti        | Pres   | Reti   |        |
| -------------------------- | -------------------------- | -------------------------- | ---------- | ---------- | --------------- | --------------- | --------------- | ------------------ | ------------------ | ------------------ | ----------- | ----------- | ----------- | ------ | ------ | ------ |
| 2011-2012                  | Varaždin                   | 1. HNL                     | 10         | 0          | HNK             | 0               | 0               | UEL                | 1                  | 0                  | -           | -           | -           | 11     | 0      |        |
| 2012-2013                  | Sesvete                    | 2. HNL                     | 24         | 5          | HNK             | 0               | 0               | -                  | -                  | -                  | -           | -           | -           | 24     | 5      |        |
| 2013-2014                  | Lokomotiva Zagabria        | 1. HNL                     | 13         | 0          | HNK             | 0               | 0               | UEL                | 0                  | 0                  | -           | -           | -           | 13     | 0      |        |
| lug.-ago. 2014             | Lokomotiva Zagabria        | 1. HNL                     | 4          | 1          | HNK             | -               | -               | -                  | -                  | -                  | -           | -           | -           | 4      | 1      |        |
| Totale Lokomotiva Zagabria | Totale Lokomotiva Zagabria | Totale Lokomotiva Zagabria | 17         | 1          |                 | 0               | 0               |                    | 0                  | 0                  |             | -           | -           | 17     | 1      |        |
| ago. 2014-2015             | Fehérvár                   | NBI                        | 0          | 0          | MK+MLK          | 2+6             | 2+0             | -                  | -                  | -                  | -           | -           | -           | 8      | 2      |        |
| lug.-ago. 2015             | Fehérvár                   | NBI                        | 0          | 0          | MK              | 0               | 0               | UCL+UEL            | 1+0                | 0                  | MS          | 0           | 0           | 1      | 0      |        |
| Totale Videoton            | Totale Videoton            | Totale Videoton            | 0          | 0          |                 | 8               | 2               |                    | 1                  | 0                  |             | 0           | 0           | 9      | 2      |        |
| ago. 2015-2016             | Celje                      | 1. SNL                     | 19         | 4          | CS              | 1               | 0               | UEL                | -                  | -                  | -           | -           | -           | 20     | 4      |        |
| ago. 2016                  | Cagliari                   | A                          | 1          | 0          | CI              | 0               | 0               | -                  | -                  | -                  | -           | -           | -           | 1      | 0      |        |
| ago. 2016-2017             | Benevento                  | B                          | 16         | 1          | CI              | -               | -               | -                  | -                  | -                  | -           | -           | -           | 16     | 1      |        |
| 2017-2018                  | Perugia                    | B                          | 36+1       | 0          | CI              | 2               | 0               | -                  | -                  | -                  | -           | -           | -           | 39     | 0      |        |
| 2018-gen. 2019             | Cagliari                   | A                          | 3          | 0          | CI              | 1               | 0               | -                  | -                  | -                  | -           | -           | -           | 4      | 0      |        |
| gen.-giu. 2019             | Empoli                     | A                          | 10         | 2          | CI              | -               | -               | -                  | -                  | -                  | -           | -           | -           | 10     | 2      |        |
| 2019-2020                  | Genoa                      | A                          | 11         | 0          | CI              | 1               | 0               | -                  | -                  | -                  | -           | -           | -           | 12     | 0      |        |
| 2020-gen. 2021             | Cagliari                   | A                          | 0          | 0          | CI              | 0               | 0               | -                  | -                  | -                  | -           | -           | -           | 0      | 0      |        |
| Totale Cagliari            | Totale Cagliari            | Totale Cagliari            | 4          | 0          |                 | 1               | 0               |                    | -                  | -                  |             | -           | -           | 5      | 0      |        |
| gen.-giu. 2021             | Brescia                    | B                          | 17+1       | 0          | CI              | -               | -               | -                  | -                  | -                  | -           | -           | -           | 18     | 0      |        |
| 2021-2022                  | Brescia                    | B                          | 36+3       | 2+1        | CI              | 1               | 0               | -                  | -                  | -                  | -           | -           | -           | 40     | 3      |        |
| Totale Brescia             | Totale Brescia             | Totale Brescia             | 53+4       | 2+1        |                 | 1               | 0               |                    | -                  | -                  |             | -           | -           | 58     | 3      |        |
| 2022-2023                  | Genoa                      | B                          | 10         | 0          | CI              | 1               | 0               | -                  | -                  | -                  | -           | -           | -           | 11     | 0      |        |
| lug.-ago. 2023             | Genoa                      | A                          | 0          | 0          | CI              | 0               | 0               | -                  | -                  | -                  | -           | -           | -           | 0      | 0      |        |
| Totale Genoa               | Totale Genoa               | Totale Genoa               | 21         | 0          |                 | 2               | 0               |                    | -                  | -                  |             | -           | -           | 23     | 0      |        |
| ago. 2023-2024             | Reggiana                   | B                          | 9          | 0          | CI              | 0               | 0               | -                  | -                  | -                  | -           | -           | -           | 9      | 0      |        |
| Totale carriera            | Totale carriera            | Totale carriera            | 219+5      | 15+1       |                 | 15              | 2               |                    | 2                  | 0                  |             | 0           | 0           | 241    | 18     |        |

### Cronologia presenze e reti in nazionale
| Cronologia completa delle presenze e delle reti in nazionale ― Croazia under 21 | Cronologia completa delle presenze e delle reti in nazionale ― Croazia under 21 | Cronologia completa delle presenze e delle reti in nazionale ― Croazia under 21 | Cronologia completa delle presenze e delle reti in nazionale ― Croazia under 21 | Cronologia completa delle presenze e delle reti in nazionale ― Croazia under 21 | Cronologia completa delle presenze e delle reti in nazionale ― Croazia under 21 | Cronologia completa delle presenze e delle reti in nazionale ― Croazia under 21 | Cronologia completa delle presenze e delle reti in nazionale ― Croazia under 21 |
| Data                                                                            | Città                                                                           | In casa                                                                         | Risultato                                                                       | Ospiti                                                                          | Competizione                                                                    | Reti                                                                            | Note                                                                            |
| ------------------------------------------------------------------------------- | ------------------------------------------------------------------------------- | ------------------------------------------------------------------------------- | ------------------------------------------------------------------------------- | ------------------------------------------------------------------------------- | ------------------------------------------------------------------------------- | ------------------------------------------------------------------------------- | ------------------------------------------------------------------------------- |
| 10-10-2013                                                                      | Zagabria                                                                        | Croazia under 21                                                                | 4 – 0                                                                           | Liechtenstein under 21                                                          | Qual. Europeo Under-21 2015                                                     | -                                                                               | 46’                                                                             |
| 13-8-2014                                                                       | Signo                                                                           | Croazia under 21                                                                | 0 – 0                                                                           | Montenegro under 21                                                             | Amichevole                                                                      | -                                                                               | 59’                                                                             |
| Totale                                                                          |                                                                                 | Presenze                                                                        | 2                                                                               |                                                                                 | Reti                                                                            | 0                                                                               |                                                                                 |

## Palmarès

### Club

#### Competizioni nazionali
- Campionato ungherese: 1

Videoton: 2014-2015